# Al-Mahalla al-Kubra
Al-Mahalla al-Kubra (arab. ‏المحلة الكبرى‎, Al-Maḩallah al-Kubrá) – miasto w północnym Egipcie, położone w delcie Nilu. Największe miasto Prowincji Zachodniej i drugie co do wielkości miasto Delty Nilu o liczbie ludności 535 278 osób (według stanu na 2012).

## Historia najnowsza

### Protesty z lat 2006–11
Ponad 15 000 pracowników starło się z policją w 2006 po opublikowaniu w Danii rysunków ośmieszających islam.
Później w tym samym roku pracownicy zakładów tekstylnych strajkowali, by zaprotestować przeciw reformom rynkowym, żądając poprawy warunków życia
Na początku kwietnia 2008 w mieście odbyły się masowe demonstracje przeciwko wynikom wyborów, w których wygrał prezydent Mubarak. Oskarżano o oszustwo wyborcze i żądano lepszych płac. Siłom bezpieczeństwa rozkazano rozprawić się z dysydentami. W maju siły bezpieczeństwa zabiły dwóch lub trzech dysydentów, a dziesiątki raniły.
Według gazety The Washington Post zdjęcia protestujących w Mahalla, przewracających billboardy Mubaraka, były postrzegane przez niektórych Egipcjan za punkt zwrotny w egipskiej polityce. The Observer napisał, że protesty w Mahalla od 2006 do 2011 zainicjowały wielkie zmiany polityczne w całym Egipcie. Utworzona przez 28 letniego inżyniera Ahmada Maherna grupa na serwisie społecznościowym Facebook, by wspierać strajkujących pracowników tekstylnych w Mahalla, zebrała 70 000 zwolenników i pomogła zorganizować ogólnokrajowe wsparcie dla strajkujących.
W 2011 protesty w Mahalla przyczyniły się do upadku dyktatorskich rządów Mubaraka.

### Protesty w 2012
15 lipca 2012 25 000 pracowników Misr Spinning and Weaving Company z Mahalla rozpoczęło strajk, żądając zwiększenia udziału w zyskach, lepszych świadczeń emerytalnych i zmiany zarządu.
Do pracowników przedsiębiorstwa Misr dołączyli pracownicy z siedmiu innych zakładów tekstylnych z okolic, a strajk wybuchł również wśród lekarzy i pracowników służby zdrowia, pracowników uniwersyteckich i pracowników zakładów ceramicznych z innych części Egiptu.
Starcia z 28 listopada między zwolennikami i przeciwnikami Braci Muzułmańskich pozostawiły ponad 100 rannych osób. 7 grudnia miasto ogłosiło autonomię wobec Egiptu, gdy robotnicy i studenci ogłosili swą niezależność od "Państwa Braci Muzułmańskich", przecięli linie kolejowe i zablokowali wjazdy do miasta. Protestujący przeprowadzili szturm na radę miejską i ogłosili zamiar zastąpienia jej przez radę rewolucyjną.

## Przemysł
W Mahalla znajduje się Misr Spinning and Weaving Company, największe państwowe przedsiębiorstwo tekstylne Egiptu, które zatrudnia ponad 27 000 pracowników.

## Sport
Miasto znane jest ze swych dwóch klubów piłkarskich: Ghazl El-Mehalla i Baladeyet El-Mahalla.